# Gerbillus nanus
Gerbillus nanus је врста глодара из породице мишева.

## Распрострањење
Ареал врсте Gerbillus nanus обухвата већи број држава у северној Африци и југозападној Азији.
Врста има станиште у Авганистану, Пакистану, Индији, Мароку, Мауританији, Малију, Нигеру, Чаду, Тунису, Ирану, Ираку, Саудијској Арабији, Алжиру, Оману, Уједињеним Арапским Емиратима и Јемену. Присуство је непотврђено у Бахреину, Кувајту, Западној Сахари и Катару.

## Станиште
Станишта врсте су екосистеми ниских трава и шумски екосистеми, полупустиње и пустиње.

## Угроженост
Ова врста није угрожена, и наведена је као последња брига јер има широко распрострањење.